# Reprezentacja Japonii na Mistrzostwach Świata w Wioślarstwie 2009
Reprezentacja Japonii na Mistrzostwach Świata w Wioślarstwie 2009 liczyła 17 sportowców. Najlepszym wynikami było 4. miejsce w jedynce wagi lekkiej mężczyzn i w ósemce wagi lekkiej mężczyzn.

## Medale

### Złote medale
Brak

### Srebrne medale
Brak

### Brązowe medale
Brak

## Wyniki

### Konkurencje mężczyzn
- jedynka wagi lekkiej (LM1x): Daisaku Takeda – 4. miejsce
- dwójka bez sternika wagi lekkiej (LM2-): Kenta Tadachi, Hidenori Daidō – 10. miejsce
- czwórka bez sternika wagi lekkiej (LM4-): Yoshinori Sato, Takahiro Suda, Yū Kataoka, Hideki Omoto – 10. miejsce
- ósemka wagi lekkiej (LM8+): Masayuki Yoshizaki, Ryō Iida, Masayoshi Nishikawa, Katsuhiro Watanbe, Kazunari Kodama, Shimpei Murai, Kazushige Ura, Yūsuke Imai, Mitsuteru Omura – 4. miejsce

### Konkurencje kobiet
- jedynka wagi lekkiej (LW1x): Akiko Iwamoto – 13. miejsce